# Ghapama
Ghapama (orm. ղափամա) – tradycyjne danie kuchni ormiańskiej, dynia nadziewana ryżem i bakaliami.
Tradycyjne danie kuchni ormiańskiej podawane podczas Świąt Bożego Narodzenia, które Ormianie obchodzą 6 stycznia, i Nowego Roku. Było również podawane na weselnym stole jako symbol dostatku i długiego wspólnego życia. W języku ormiańskim „ghapama” oznacza dosłownie „gotowanie pod przykryciem”. Ormianie, siadając do stołu, śpiewali piosenkę, która wychwala zalety tej potrawy. Według Sedraka Mamulyana, szefa kuchni i przewodniczącego organizacji pozarządowej Rozwój i Ochrona ormiańskich tradycji kulinarnych, wierzono, że dynia jest symbolem planety Ziemi, ryż – ludzkości, a suszone owoce i orzechy to ludzie należący do różnych narodów i wyznań. 

## Sposób przygotowania
Przygotowanie potrawy rozpoczyna się od odpowiedniego przygotowania dyni z której odkrawa się część górną, tak aby powstała pokrywka, którą przykryje się nadzienie. Po wydrążeniu nadziewa się podgotowanym ryżem, do którego dodaje się suszone owoce i bakalie, takie jak jabłka, suszone morele, daktyle, rodzynki, migdały, orzechy włoskie i inne. Nie ma jednego, właściwego przepisu, każdy może dodać ulubione suszone owoce i orzechy. W tradycyjnym przepisie dodawano jeszcze miód lub cukier. Całość doprawia się cynamonem. Do nadzienia dolewa się trochę gorącej wody, na wierzchu można położyć kawałek masła. Piecze się do czasu aż dynia będzie miękka.

## Festiwale
Od 2011 roku w Erywaniu w dniu 15 grudnia jest organizowany festiwal ghapamy. Jest to też okazja do spróbowania innych tradycyjnych potraw. Od 2016 roku festiwal Ghapama (Хапама) jest organizowany w Tbilisi. Został on zorganizowany z inicjatywy związku ormiańskich kobiet w Gruzji „Szuszanik”, przy wsparciu finansowym diecezji Ormiańskiego Kościoła Apostolskiego w Gruzji.